# Park Narodowy Makalu-Barun
Park Narodowy Makalu-Barun (ang. Makalu-Barun National Park) – położony w północno-wschodniej części Nepalu, graniczący od wschodu z rzeką Arun i z Parkiem Narodowym Sagarmatha od zachodu. Jedyny ścisły rezerwat przyrody Nepalu.